# Kowbań
Kowbań (ukr. Ковбань) – wieś na Ukrainie w rejonie łuckim obwodu wołyńskiego.

## Historia
Pod koniec XIX w. kolonia w gminie Skobełka, w powiecie włodzimierskim.
Do 2020 w rejonie horochowskim. 